# Кадка
Кадка — річка в Україні, у Вінницькому й Тиврівському районах Вінницької області, ліва притока Батогу (басейн Південного Бугу).

## Опис
Довжина річки 9,6 км. Формується з багатьох безіменних струмків та водойм.

## Розташування
Бере початок у селі Сокиринці. Тече переважно на південний захід через Тростянець і впадає у річку Батіг, праву притоку Воронки.